# Three Act Tragedy
Three Act Tragedy (Tragédia em três atos, no Brasil / Tragédia em três actos, em Portugal) é um romance policial de Agatha Christie, publicado em 1935. 
Conta com as participações do detetive belga Hercule Poirot e do Sr. Satterthwaite.

## Enredo
O célebre ator de teatro Sir Charles Cartwright oferece um jantar para seus amigos em sua pitoresca casa, o Topo do Mastro. Inesperadamente, um dos convidados morre enquanto bebia uma taça de coquetel. Quase todos acreditam que tenha sido por causas naturais. 
Porém, poucos dias depois, outra morte ocorre nas mesmas circunstâncias em outra festa, com praticamente os mesmos convidados (incluindo o anfitrião, que estava presente na primeira festa), o que faz com que Charles, seu amigo Satterthwaite e seu interesse amoroso, a jovem Hermione Lytton Gore ("Egg"), desconfiem que há um assassino envenenador à solta, unindo-se para desvendar o caso como detetives amadores. O detetive Hercule Poirot, um dos presentes no primeiro jantar, também acaba se envolvendo no caso. Um terceiro assassinato misterioso vem complicar ainda mais o caso.

## Adaptações
Em 1986 foi realizado um filme para a televisão com o título Murder in Three Acts, estrelado por Peter Ustinov e Tony Curtis, que realocava a ação em Acapulco. O personagem Mr. Satterthwaite foi trocado por Hastings.